# مارس 2020 (مسبار فضائي)
مارس 2020 (بالإنجليزية: Mars 2020) هي مهمة كوكبية تابعة لوكالة الفضاء الأمريكية ناسا تهدف لإرسال عربة متحركة إلى المريخ بحلول عام 2020 لغرض دراسة جيولوجيا سطح الكوكب والبحث عن دلائل تشير إلى إمكانية تشكل الحياة في ماضيه، حيث أعلن عن المهمة في 4 ديسمبر 2012 في مؤتمر اتحاد الفيزيائيين الأمريكيين في سان فرانسيسكو.
ستبنى العربة وفق التصاميم السابقة للجوال كوريوسيتي لكن مع باقة مختلفة من الأجهزة العلمية.

## الأهداف المفترضة للمهمة
في التاسع من يوليو من عام 2013 عقد مؤتمر صحفي خاص لفريق عمل الجوال تم من خلاله التأكيد على أن الأهداف العلمية لمهمة روفر 2020 يجب أن تشتمل على:
- البحث عن إشارات لأي حياة من الممكن أن تشكلت على سطح المريخ سابقاً.
- إمكانية جمع وتخزين مجموعة من العينات الترابية والصخرية داخل الجوال لحين استرجاعها في المستقبل.
- يجب أن تساعد المهمة في تمهيد الطريق لهبوط الإنسان على سطح المريخ في المستقبل، من خلال القياسات والتقنيات التي سيتم تنفيذها بواسطة العربة مثل «دراسة المخاطر الذي سيشكله الغبار المريخي على أي مهمة مأهولة أو اختبار تقنية تجميع غاز ثاني أوكسيد الكاربون من الجو لإستخراج الاوكسجين منه والذي سيستخدم في وقود الصواريخ» بالإضافة إلى تحسين تقنية الهبوط على سطح المريخ التي ستساعد المهمات الروبوتية أو حتى الماهولة في الحصول على نتائج علمية أفضل.

## التصميم
ستصمم العربة استناداً إلى النماذج السابقة التي استخدمت في بناء كوريوسيتي مع أجراء بعض التحسينات على الهيكل ونظامه الخاص بالهبوط دون إضافة أي تغيير هندسي جديد للتصميم الرئيسي، وذلك لتقليل من المخاطر التقنية والحفاظ على الوقت والمال أثناء تطويره. أما الأجهزة العلمية المحمولة على متن العربة فستكون مختلفة تماما عن مهمة كوريوسيتي. كما سيستخدم العديد من قطع الغيار والمعدات التي تبقت من كوريوسيتي في بناء الجوال مثل "النسخة الاحتياطية للمولدة الحرارية للنظائر المشعة "" الخاصة بكوريوسيتي سابقاً كمصدر للطاقة الكهربائية للعربة الجديدة، وذلك للحفاظ على ميزانية المشروع وإبقائها بحدود 1.5 مليار دولار (زائد أو ناقص 200 مليون دولار اعتماداً على المساهم الدولي).

## الأجهزة العلمية للروفر
- PIXL: هو مطياف متفلور للاشعه السينية يستخدم للحصول على مقاييس دقيقة للمواد المعدنية الموجودة على سطح المريخ.
- RIMFAX: الجهاز العبارة عن رادار مخترق للسطح يستخدم لتكوين صورة لما هو اسفل سطح المريخ.
- MEDA: يتكون الجهاز من مجموعة من المستشعرات ستعمل لتزويدنا بمعلومات عن الدرجة الحرارة، اتجاه وسرعة الرياح، الضغط، الرطوبة النسبية وشكل وحجم دقائق الغبار.
- MOXIE: الجهاز مخصص لاختبار تقنية إستخلاص الاوكسجين من جو المريخ الغني بالثاني أوكسيد الكاربون.
- SuperCam: وهي كاميرا قادرة على التصوير وتحليل المكونات الكيميائية والمعدنية للصخور والأتربة عن بعد.
- MastCam: وهي كاميرا قادرة على التكبير، تستخدم لتكوين صورة مجسمة عالية الوضوح.
- SHERLOC: الجهاز عبارة عن مطياف رامان للأشعة الفوق بنفسجية، يحتوي على نظام تصويري ذات مقياس دقيق وليزر للأشعة الفوق بنفسجية يستخدم للكشف عن المواد العضوية والمعدنية.

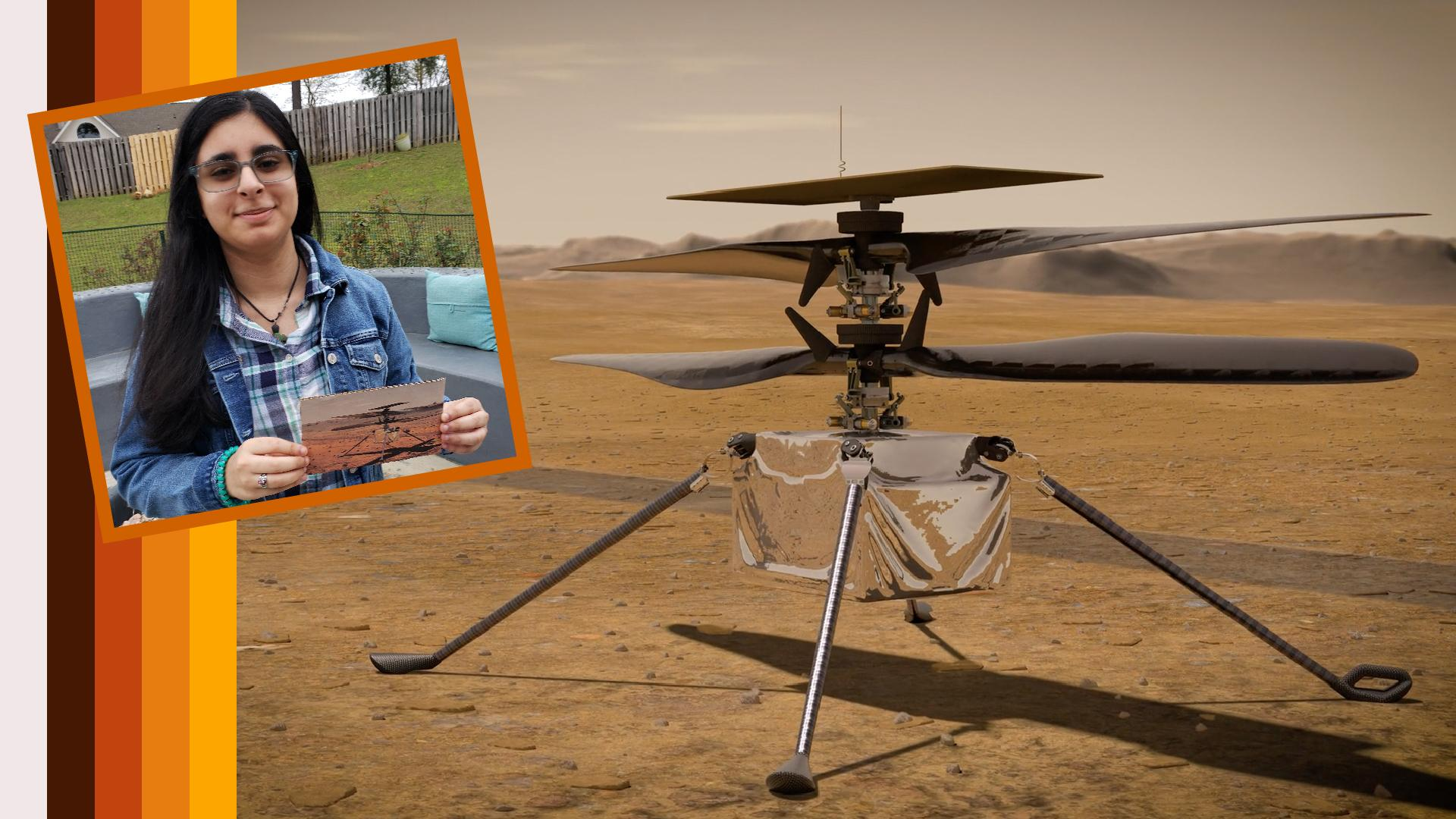
الدرون البراعة مع صورة الطالبة فانيزا روباني

## هليكوبتر المريخ

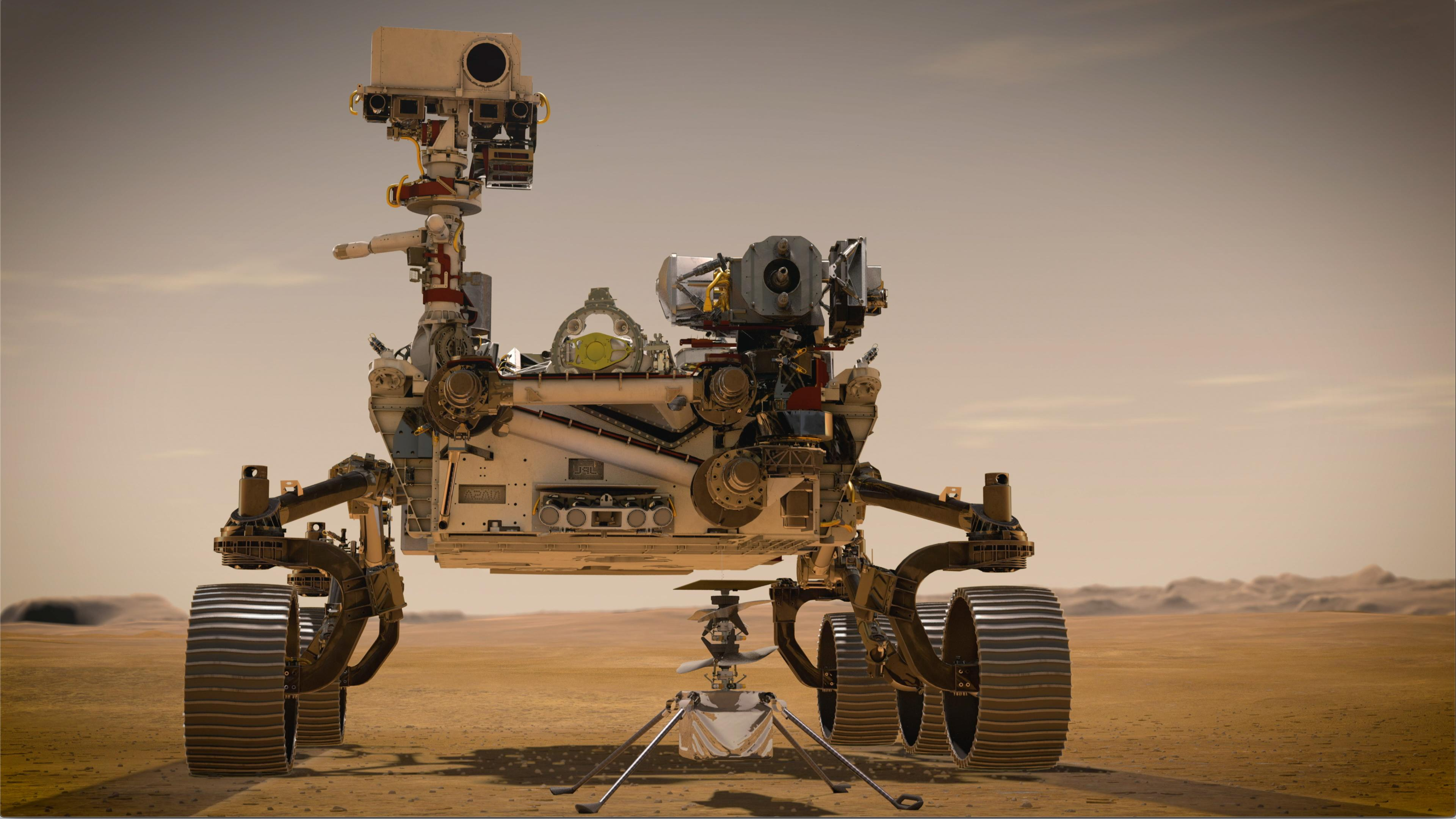
مارس 2020-المركبة الجوالة والمروحية

و هو عباره عن مشروع تقني-هندسي يقاد من قبل المهندسة في مختبر الدفع النفاث مي مي اونغ يهدف لاختبار امكانيت تحليق درون آليا في سماء المريخ ذو الغلاف الجوي الرقيق وان نجح المشروع فستكون هذه المرة الأولى التي ستحلق طائرة خارج كوكب الأرض.
يحمل الدرون اسم البراعة (بالإنجليزية: Ingenuity) حيث تم اطلاقة من قبل طالبة في الثانوية العامة تدعى فانيزا روباني من ولايت ألاباما بعد منافستها مع 28 الف متسابق اخر.
تم تركيب الدرون اسفل الجوال حيث يتوقع نشره على سطح المريخ في في 19 من مارس لعام 2021، الدرون يستطيع الطيران بشكل ذاتي ومستقل حيث سيتم برمجتة مسبقا هنا في الأرض، يتوقع ان يحلق الدرون خلال أول ثلاثين يوما من مهمتة 5 مرات ولارتفاع سيصل إلى 3 - 5 امتار ومدى سيصل إلى 300 مترا لكل رحلة. بعد انتهاء الدرون من تحليقة سيعمل على إرسال بياناته إلى الجوال ثم البداء في شحن بطاريتة من خلال الالواح الشمسية المثبة في قمته (الدرون بحاجة إلى 350 واط لكل دورة طيران).
ستساعد هذا النوع من الدرونات البعثات المريخية المستقبلية في اكتشاف المزيد من الاهداف العلمية المهمة كما انها ستساعد المهندسين في رسم مسار حركي أفضل وأكثر امانا للجولات المريخية لاحقة.

## منطقة الهبوط

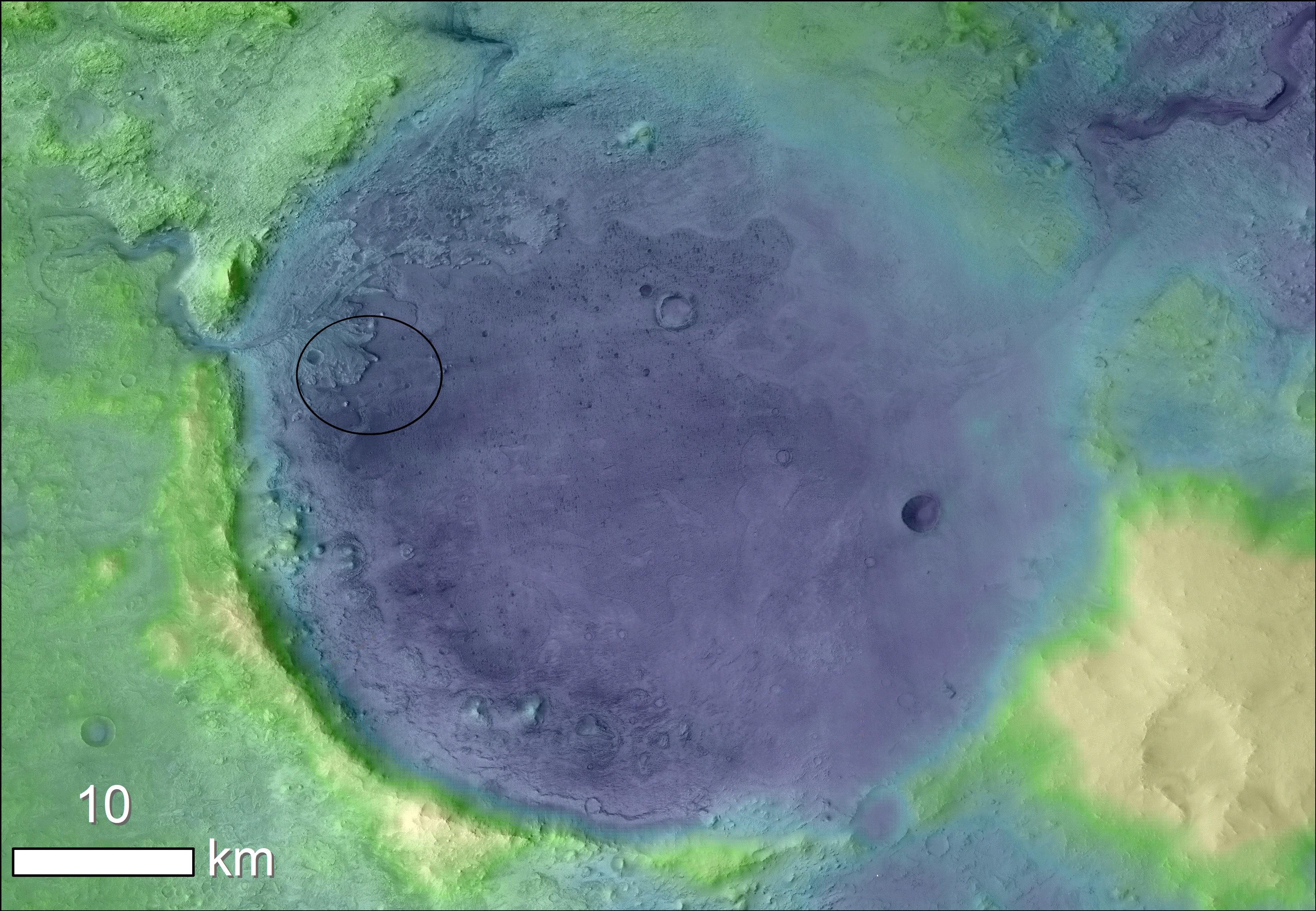
فوهة جزيرو، الدائرة السوداء تبين موقع هبوط الجوال.

الجوال سيهبط في فوهة تدعى جزيرو (بالإنجليزية: Jezero) والتي تعني البحيرة عند العديد من اللغات السلافية حيث تقع الفوهة عند الحافة الغربية لمنطفة Isidis Planitia وهي عبارة عن حوض تصادمي كبير يقع شمال خط الاستواء للمريخ.
الهدف الاساسي للجوال هو البحث عن اشارات بايلوجية-حيوية قديمة لذلك على الجوال الهبوط في بقعة غنية بمثل هذه الاشارات، ان غرب منطقة Isidis Planitia تحتفظ بمعالم قديمة ذو درجة علمية عالية جدا حيث يعتقد العلماء ان الفوهة ذات 28 ميلا كانت ذات مرة بحيرة قبل 3.5 مليون سنة ملحقا بها دلتا نهر قديمة، معا يمكن لهما الاحتفاظ بالجزيئات العضوية والاشارات المايكروبية التي تعود لحيات قديمة كانت مزدهرة يوما بين الماء والرسوبات الطينية المتدفقة هناك.
للفوهة اكثرمن أربعة أنواع من الصخور المختلفة لكن العلماء يتلهفون لاستكشاف حافة الفوهة، خاصتا الجزء الغني بالكربونات، المعدن الذي، في الأرض، يساعد في الحفاظ علي الاحافير الحاملة لاشارات التي تدل على حياة عضوية قديمة.

## تسمية الجوال

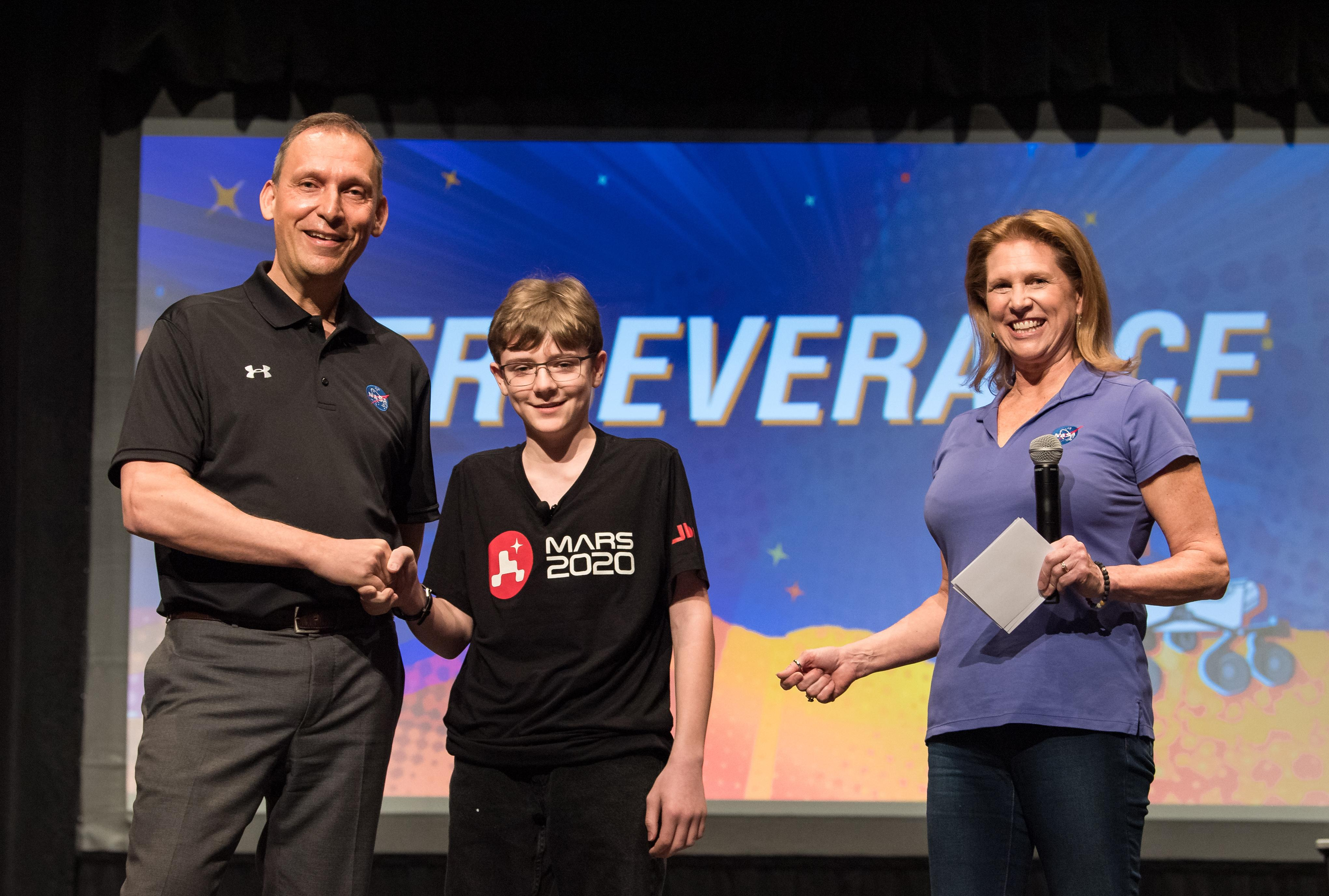
في اليمين تظهر لوري غاز, في الوسط الكساندر ماثير و في اليسار توماس زوربوشين.

كما جرت العادة اطلقت ناسا في 28 من أغسطس لعام 2019 مسابقة تحت عنوان قم بتسميت الجوال طالبت فيها من جميع طلاب المدارس في الولايات المتحدة باعطاء اسم معين إلى جوالها المريخي الجديد، حيث شارك أكثر من 28 الف طالب كما ساعد معلمين، مهنيين، عشاق فضا وأكثر من 4700 قاض متطوع من جميع انجاء العالم في تضييق عدد المنافسين إلى 155 ثم لاحقا إلى 9 مرشحين نهائيين وكان امام الجمهور 5 أيام فقط للتصويت تم خلالها تسجيل 770 الف صوت عبر الإنترنت.
لاحقا في الثلاثاء المصادف للخامس من مارس لعام 2020 أعلن توماس زوربوشين العضو في الفريق العلمي للمهمة عن اطلاق اسم المثابرة (بالإنجليزية: Perseverance) على الجوال الجديد ليفوز بذلك اليكساندر ماثير الطالب في الصف السابع من شمال فرجينيا بتلك المسابقة.

## إطلاق الجوال

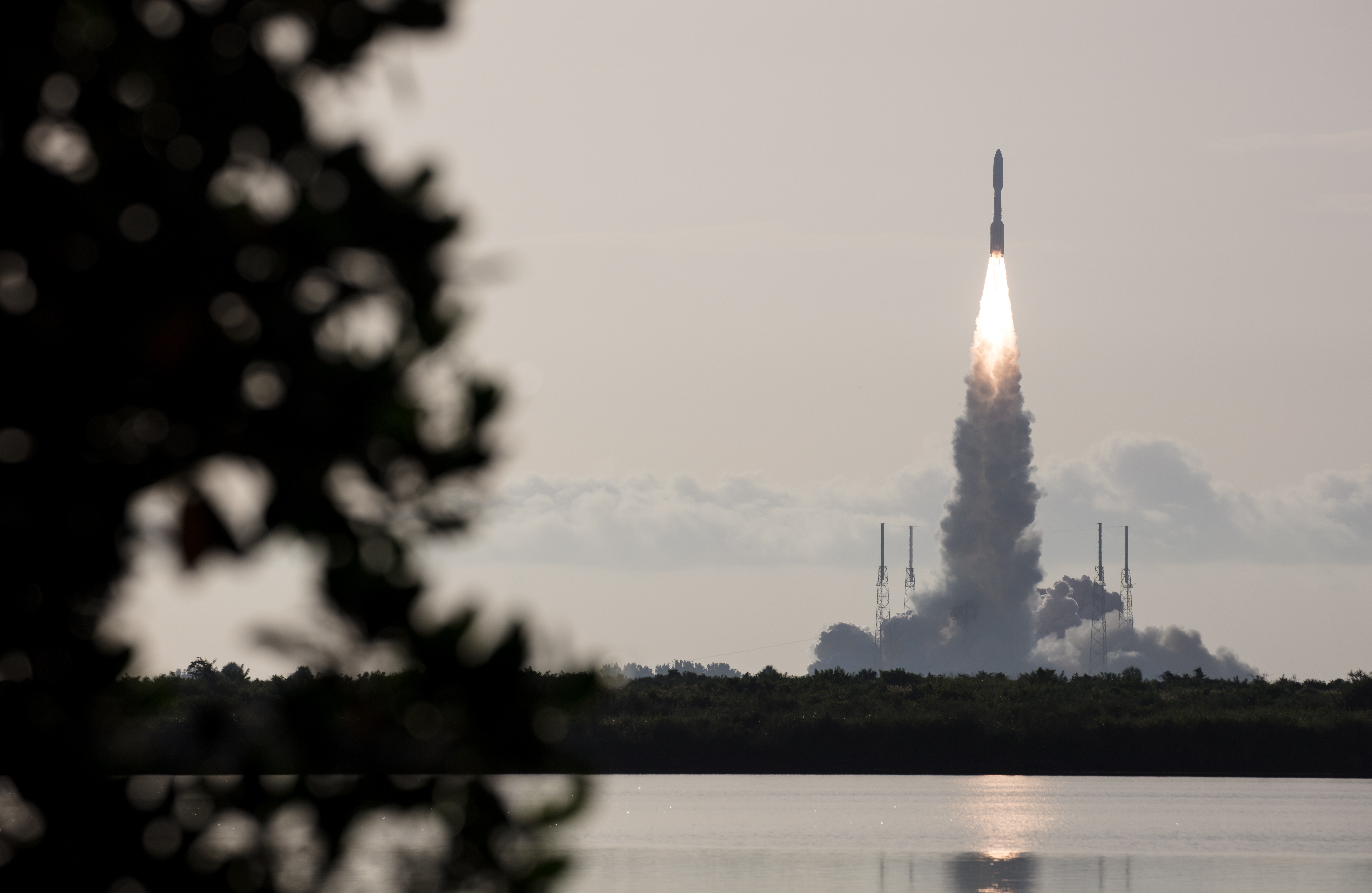
لحظة انطلاق صاروخ اطلس خمسة الحامل لجوال المثابرة.

تم اطلاق الجوال في 30 من يوليو لعام 2020 في تمام الساعة 11:50 ت ع م من على ظهر صاروخ اطلس - 5 من منصة 41 التابعة لقاعدة كيب كانافيرال الجوية في فلوريدا. خلال رحلتها إلى المريخ ستقوم المركبة بتصحيح مسارها عدة مرات مستخدما محركاتها الصاروخية لعدة دقائق حيث اولى تلك المناورات ستكون في 14 من أغسطس لعام 2020 ليتبعها اثنان آخران في العاشر والسادس عشر من فبراير لعام 2021 حيث ستساعد عمليت الحرق جاذبية كوكب المريخ من اللتقاط المسبار .
يتوقع ان يهبط الجوال في 18 من فبراير لعام 2021 حيث ستستغرق العملية سبعة دقائق سيستخدم خلالها الجوال نظام هبوط مشابه لذلك الذي استخدم سابقا مع كيوريوسيتي لكن مع دقة هبوط أكثر وامكانية تجنب العوائق والاسطح الخطره حيث الرافعة السماوية الخاصة بالجوال قادرة على التحكم بمسار الهبوط، كما ان نظام هبوط الجوال مزود بلاقطة صوتية وعدد من الكاميرات، تمكننا ولاول مره من تسجيل عمليت الانزال على سطح المريخ بالكامل.

## الرقائق الاسمية
اطلقت ناسا حملة تسمح لسكان العالم بتسجيل اسمائها عبر الإنترنت ليتم ارسالها لاحقا على متن الجوال حيث تم طباعة اكثرمن 10.5 مليون اسم بواسطت شعاع اللكتروني على ثلاثة رقائق سيليكونية صغيره لا يتعدى حجمها اضفر الاصبع جنبا إلى جنب مع 155 مقالة للمتاهلين لنهائيات مسابقة ناسا لتسمية الجوال وتم تثبيت الرقائق على صفيحة الومنيومية وضعت على جسم الجوال لاحقا في 26 من مارس لعام 2020 .

## اللوحة التقديرية لعمال الرعاية الصحية
جرت التحضيرات الرئيسية لاطلاق مركبة المثابرة اثناء فترة باء كوفيد 19 مما اثر على المسار الزمني للمهمة التي كان مخطط لها في مارس من عام 2020، تقديرات لتضحيات عمال القطاع الصحي في صد الوباء تم تركيب لوحة صغيرة سوداء ذو ابعاد 13 * 8 سم تحمل رمز عصا أسكليبيوس على جنب الجوال حيث صرح مدير المشروع مات والاس انه يامل عندما تذهب الاجيال المستقبلية إلى المريخ ستكون قادرة على تحية وتقدير جهود عمال القطاع الصحي اثناء وباء 2020 .

## معرض الصور

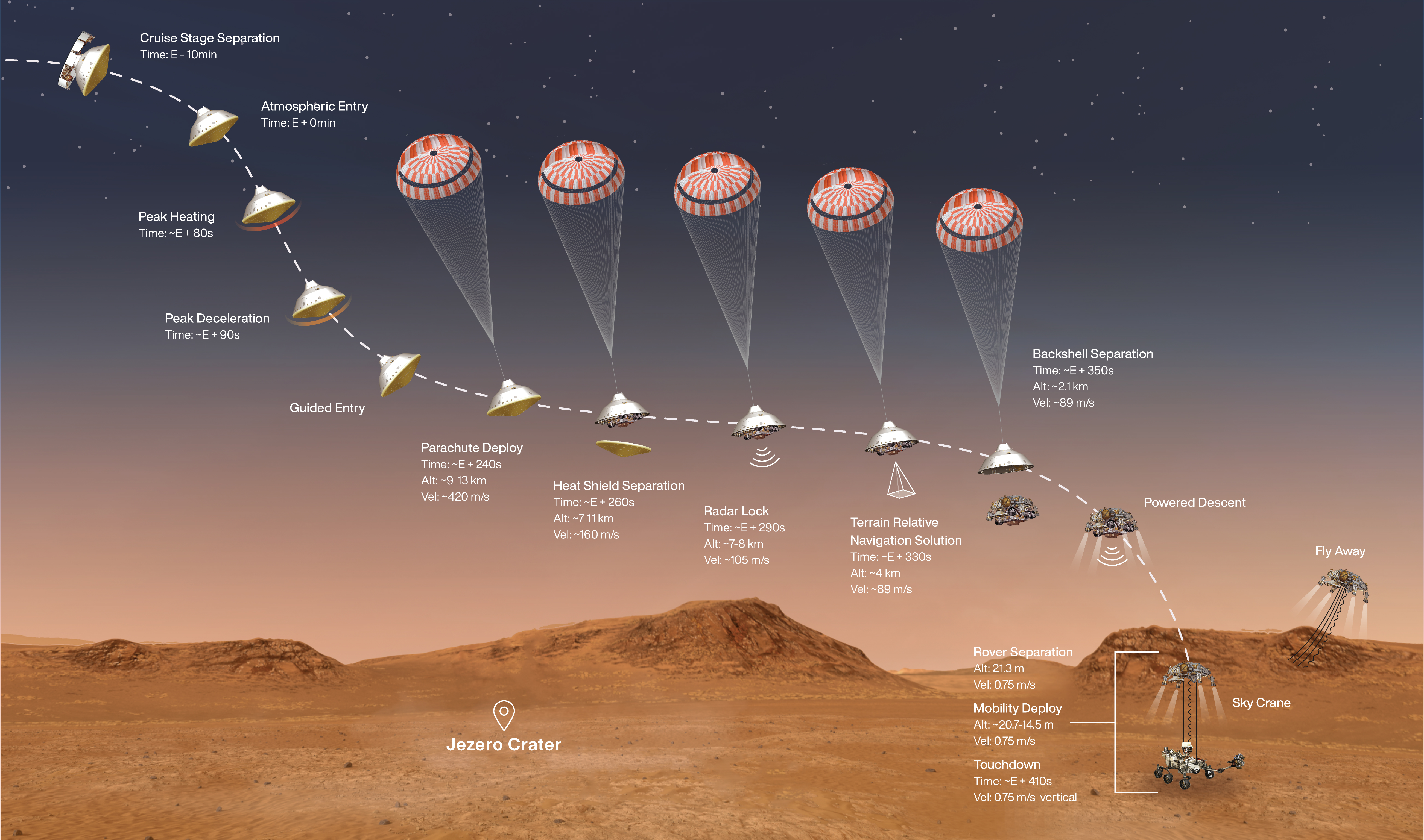
مراحل هبوط جوال المثابرة.
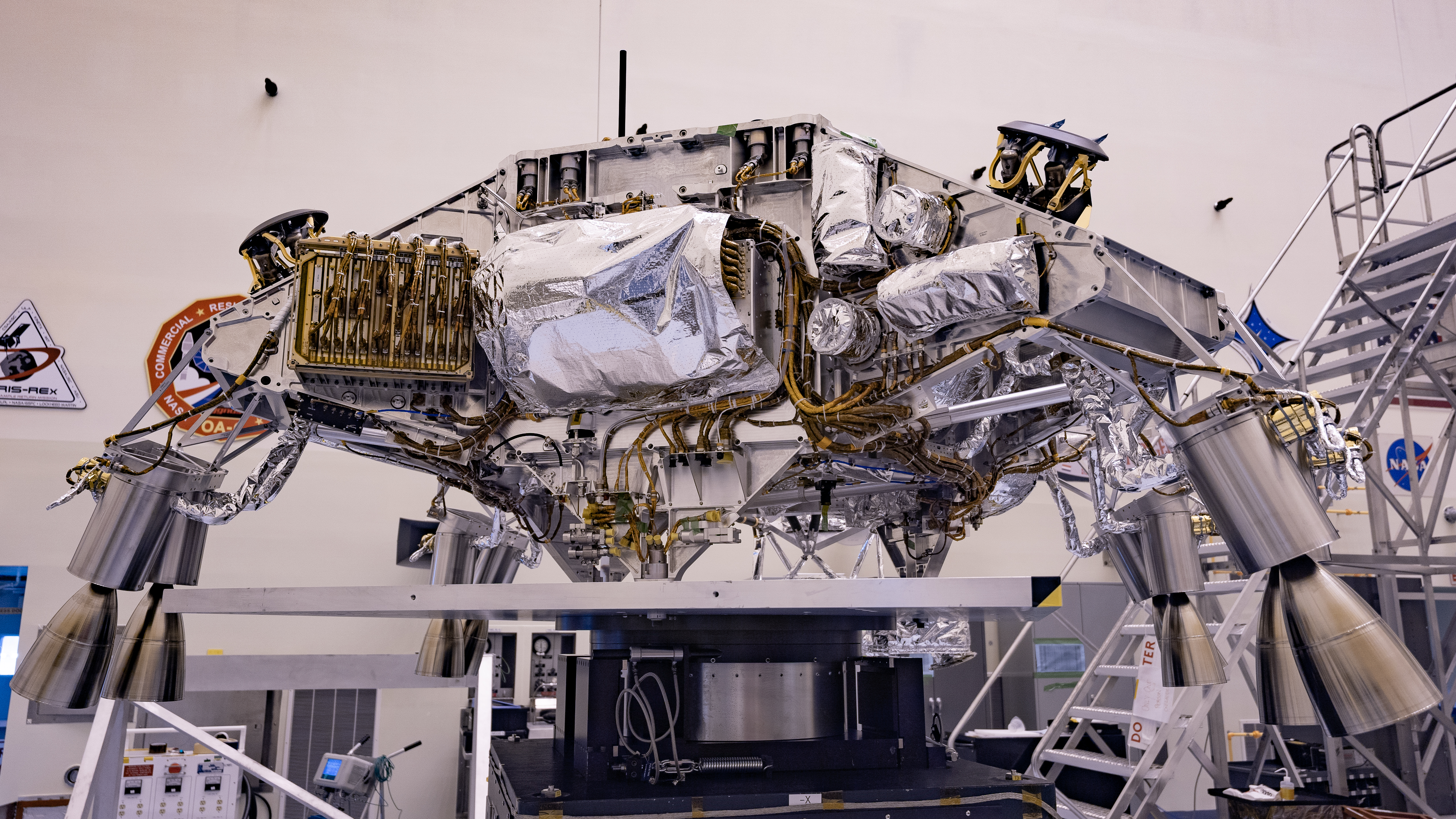
الصورة تظهر الرافعة السماوية الخاصة بجوال المثابرة.
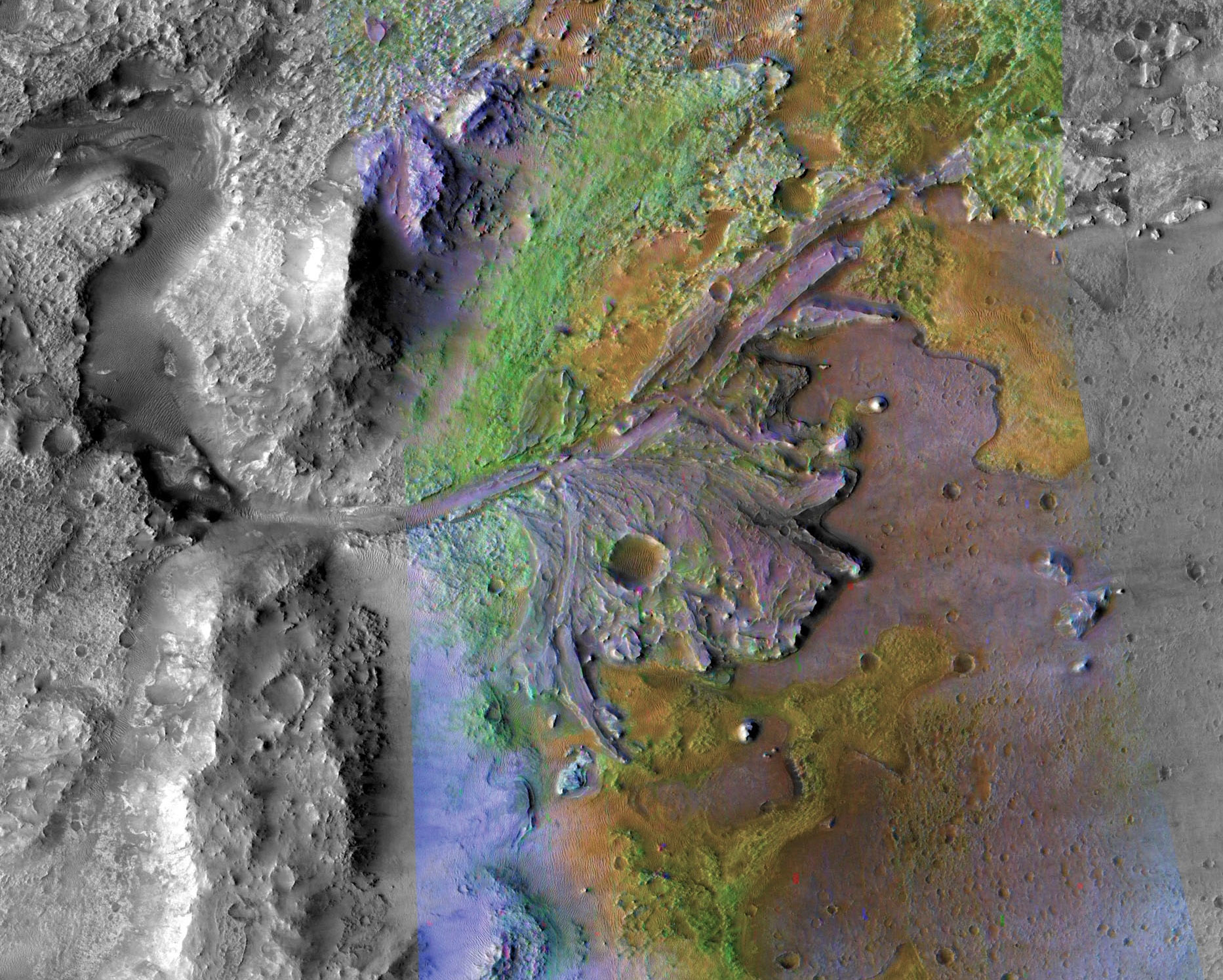
الدلتا الخاص بفوهة جزيرو.
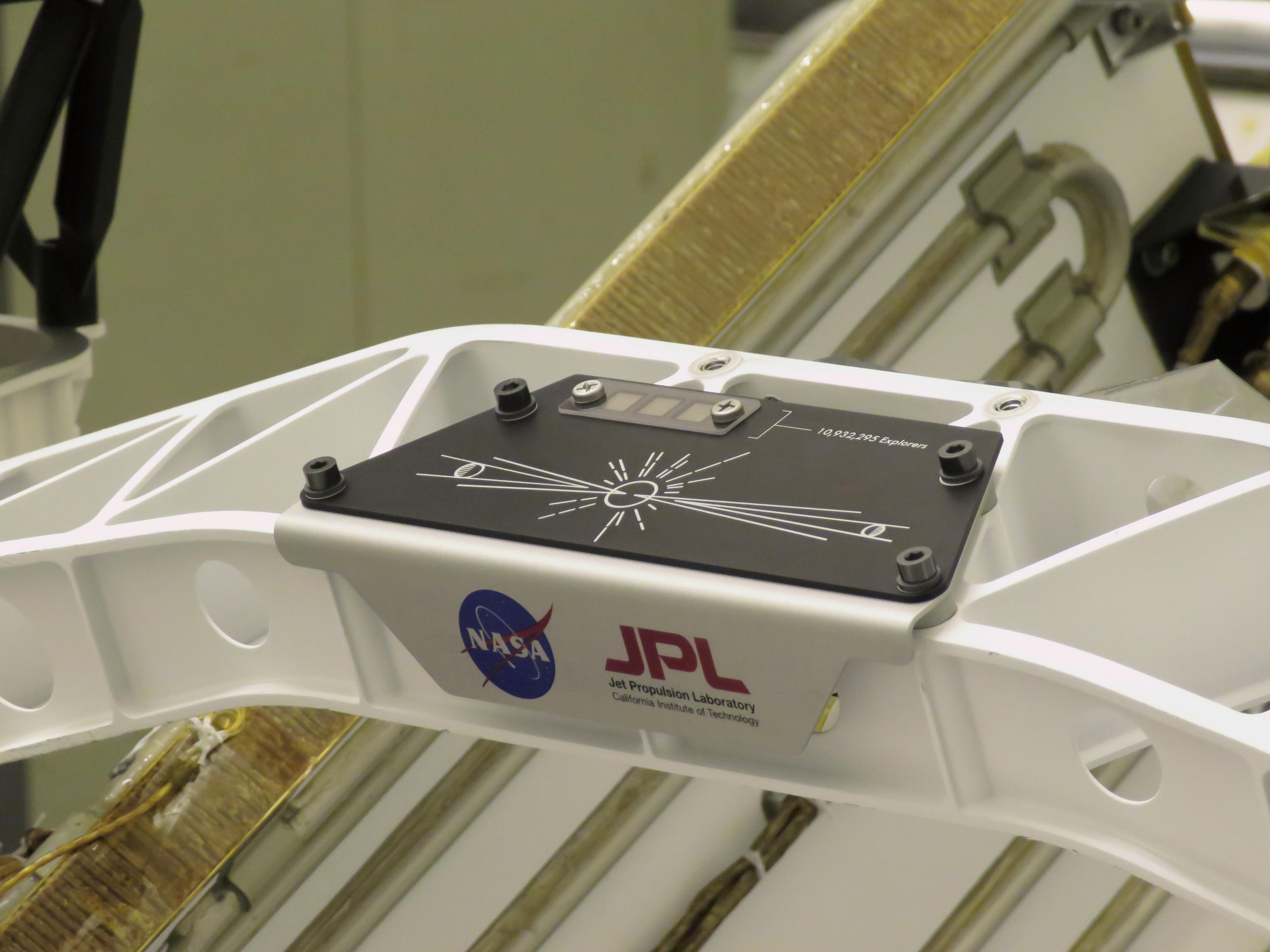
الصفيحه الحاملة للاسماء حيث تظهر مثبته على قوس الجوال.
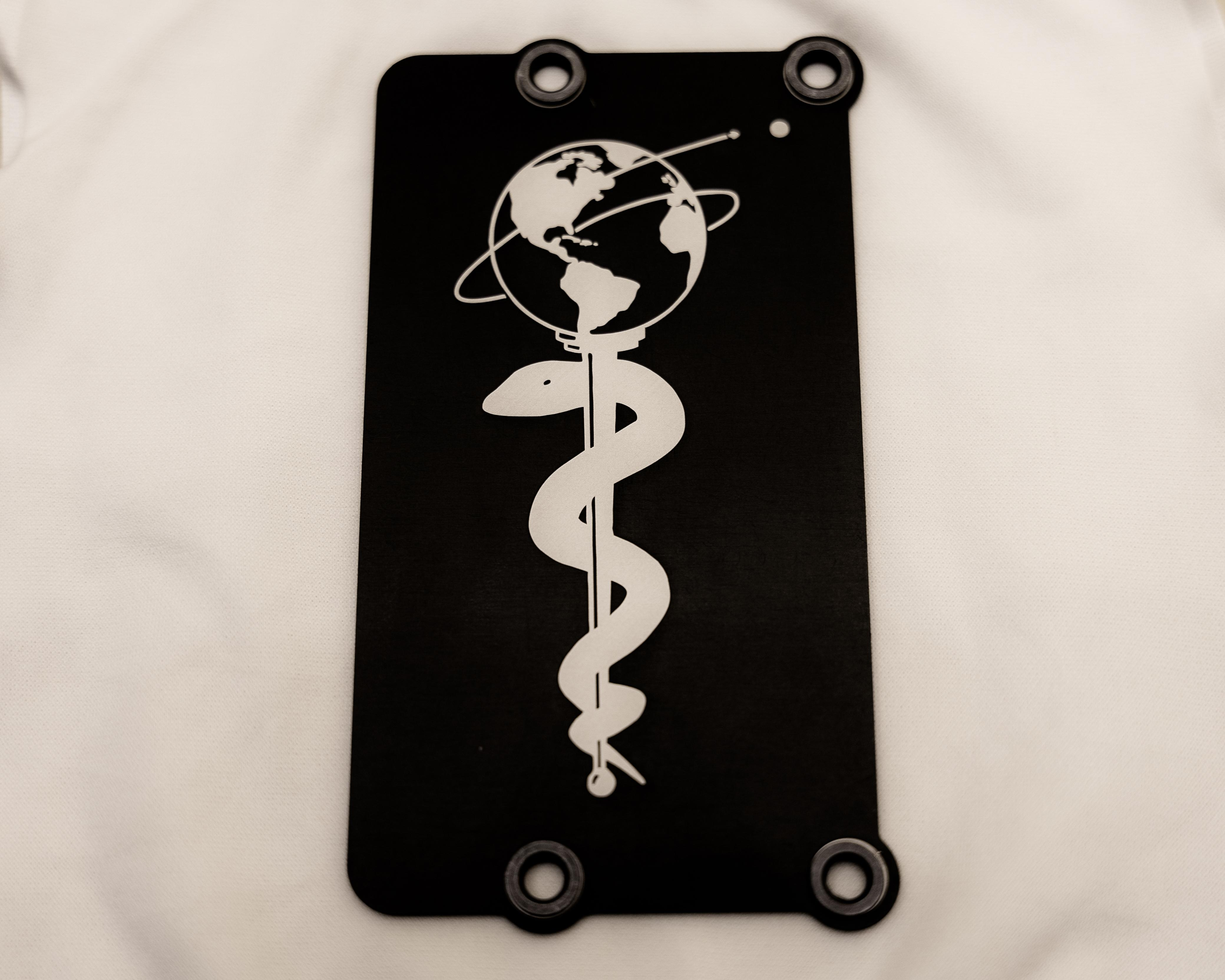
الصفيحة تظهر مثبته على جانب جوال المثابرة

## وصلات خارجية
- الموقع الرسمي